# Trophonopsis barvicensis
Trophonopsis barvicensis är en snäckart som först beskrevs av Johnston 1825.  Trophonopsis barvicensis ingår i släktet Trophonopsis, och familjen purpursnäckor. Enligt den svenska rödlistan är arten otillräckligt studerad i Sverige. Arten förekommer i Götaland. Artens livsmiljö är havet.